# Лангре (Потенца)
Лангре (итал. Langre) је насеље у Италији у округу Потенца, региону Базиликата.
Према процени из 2011. у насељу је живело 12 становника. Насеље се налази на надморској висини од 767 м.